# Jaeger Motor Car Company
Jaeger Motor Car Company war ein US-amerikanischer Hersteller von Automobilen.

## Unternehmensgeschichte
Charles F. Jaeger war durch verschiedene Unternehmungen reich geworden. Außerdem hatte er eine besondere Art der Radaufhängung konstruiert. Im August 1932 gründete er das Unternehmen in Belleville in Michigan. Bis Oktober 1932 fertigte er die ersten drei Serienfahrzeuge. Der Markenname lautete Jaeger. 1933 endete die Produktion. Insgesamt entstanden fünf Fahrzeuge.

## Fahrzeuge
Die Fahrzeuge hatten die genannte Radaufhängung. Ein Sechszylindermotor von der Continental Motors Company mit 70 PS Leistung trieb die Hinterachse an. Das Fahrgestell hatte 287 cm Radstand.